# Glan (Nahe)
Der Glan ist ein knapp 90 Kilometer langer Fluss im Saarland und in Rheinland-Pfalz.
Mit einem mittleren Abfluss von 10 m³/s ist er der stärkste Nebenfluss der Nahe, in die er von rechts einmündet; er entwässert den größten Teil der Landschaften ihres rechtsseitigen Einzugsgebietes. In seinem eigenen von 1201 km² fließen ihm vor allem aus dem Nordpfälzer Bergland aus südlichen und westlichen Richtungen zahlreiche Wasserläufe zu.
Die Quelle des Glans liegt im Saarland, doch 86 Kilometer weit fließt er – zunächst im Nordpfälzer Bergland und dann an dessen Nordwestrand entlang – durch den Nordwesten der Pfalz, deren längster Fluss er damit ist. Der Mündungsteil verläuft in der Naturraum-Einheit des Glan-Alsenz-Berg- und Hügellandes.

## Name
Der Name „Glan“ kommt aus dem Keltischen und bedeutet wohl „hell, klar, glänzend, fließend“; zudem war „Glan“ Bestandteil des Namens des keltischen Wassergotts Glanos. Andere Wasserläufe dieses Namens sind vom grammatischen Geschlecht weiblich, dieser Fluss nur gelegentlich: In einem Buch von 1719 heißt es „die Glan“.

## Geographie

### Verlauf

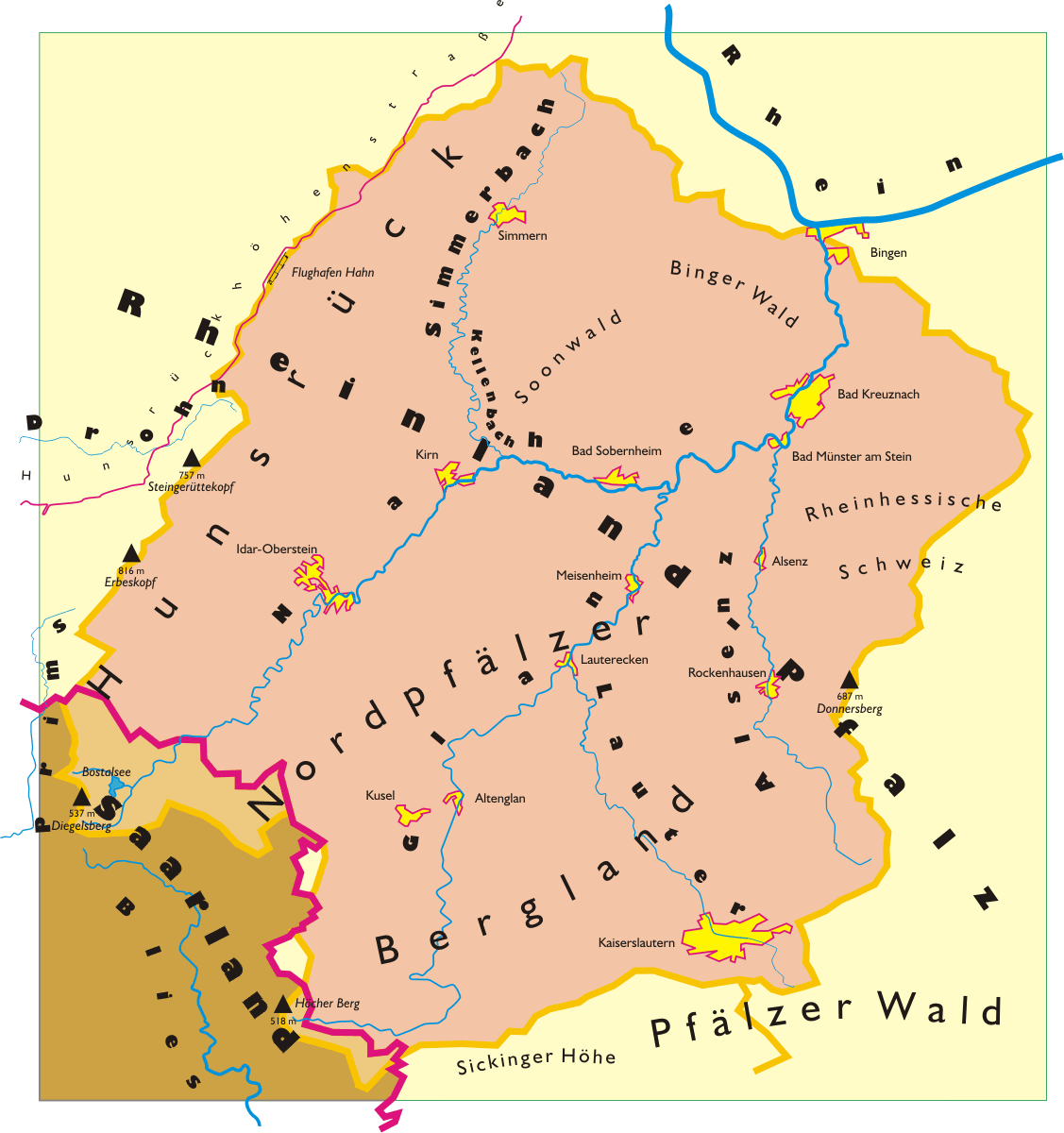
Einzugsgebiet der Nahe mit dem Glan als größtem Nebenfluss

Der Glan entspringt in 407 m ü. NHN am Höcherberg in der Brunnenstraße im Ortsteil Höchen der saarpfälzischen Stadt Bexbach. Bereits nach rund 1,7 km verlässt er das Saarland und erreicht rheinland-pfälzischen Boden bei der Kleinstadt Waldmohr, an deren östlichem Stadtrand er zum Motschweiher gestaut ist, der 400 m lang und maximal 200 m breit ist und eine Fläche von nahezu 4 ha bedeckt.
In der Pfalz durchfließt der Glan Bruchmühlbach-Miesau, wo von links der von Schönenberg-Kübelberg kommende Kohlbach einmündet, und nimmt dann bei Elschbach ebenfalls von links den Ohmbach auf.
Anschließend wendet er sich bei der Ortsgemeinde Gries in einer markanten Doppelschleife in das Nordpfälzer Bergland. Dieses durchquert er von Süd nach Nord und passiert dabei Nanzdietschweiler, Glan-Münchweiler, Altenglan und Ulmet.
Dort ändert sich die Laufrichtung nach Nordosten, und der Glan fließt durch Offenbach-Hundheim und Lauterecken. Hier mündet von rechts als stärkster Zufluss die aus Süden kommende Lauter, die in der Region Waldlauter genannt wird. Ebenfalls von rechts nimmt der Glan 6 km weiter bei Odenbach den gleichnamigen Bach auf.
Nach dem Eintritt in die Hunsrück-Nahe-Region durchfließt der Glan die Kleinstadt Meisenheim, bevor er unterhalb von Odernheim auf 131 m Höhe von rechts in die Nahe mündet, einen linken Nebenfluss des Rheins.
Der 89,7 km lange Lauf des Glans endet 349 Höhenmeter unterhalb seiner Quelle, er hat somit ein mittleres Sohlgefälle von ungefähr 3,9 ‰. Sein Einzugsgebiet ist nahezu 1222 km² groß.

### Zuflüsse
Diagramm
| Zuflüsse des Glan ab 10 km Länge                                  | Zuflüsse des Glan ab 10 km Länge | Zuflüsse des Glan ab 10 km Länge | Zuflüsse des Glan ab 10 km Länge | Zuflüsse des Glan ab 10 km Länge |
| ----------------------------------------------------------------- | -------------------------------- | -------------------------------- | -------------------------------- | -------------------------------- |
| Quelle                                                            |                                  |                                  |                                  |                                  |
| Ohmbach                                                           | Ohmbach                          |                                  | 16,6 km                          | 16,6 km                          |
| Mohrbach                                                          | Mohrbach                         |                                  | 15,0 km                          | 15,0 km                          |
| Reichenbach                                                       | Reichenbach                      |                                  | 16,1 km                          | 16,1 km                          |
| Kuselbach                                                         | Kuselbach                        |                                  | 14,9 km                          | 14,9 km                          |
| Steinalp                                                          | Steinalp                         |                                  | 13,1 km                          | 13,1 km                          |
| Talbach                                                           | Talbach                          |                                  | 14,1 km                          | 14,1 km                          |
| Lauter (Waldlauter)                                               | Lauter (Waldlauter)              |                                  | 39,4 km                          | 39,4 km                          |
| Odenbach                                                          | Odenbach                         |                                  | 22,7 km                          | 22,7 km                          |
| Jeckenbach                                                        | Jeckenbach                       |                                  | 20,4 km                          | 20,4 km                          |
| Mündung – dunkelblau: linke Zuflüsse, hellblau: rechte Zuflüsse – |                                  |                                  |                                  |                                  |

## Natur und Umwelt

### Naturschutz

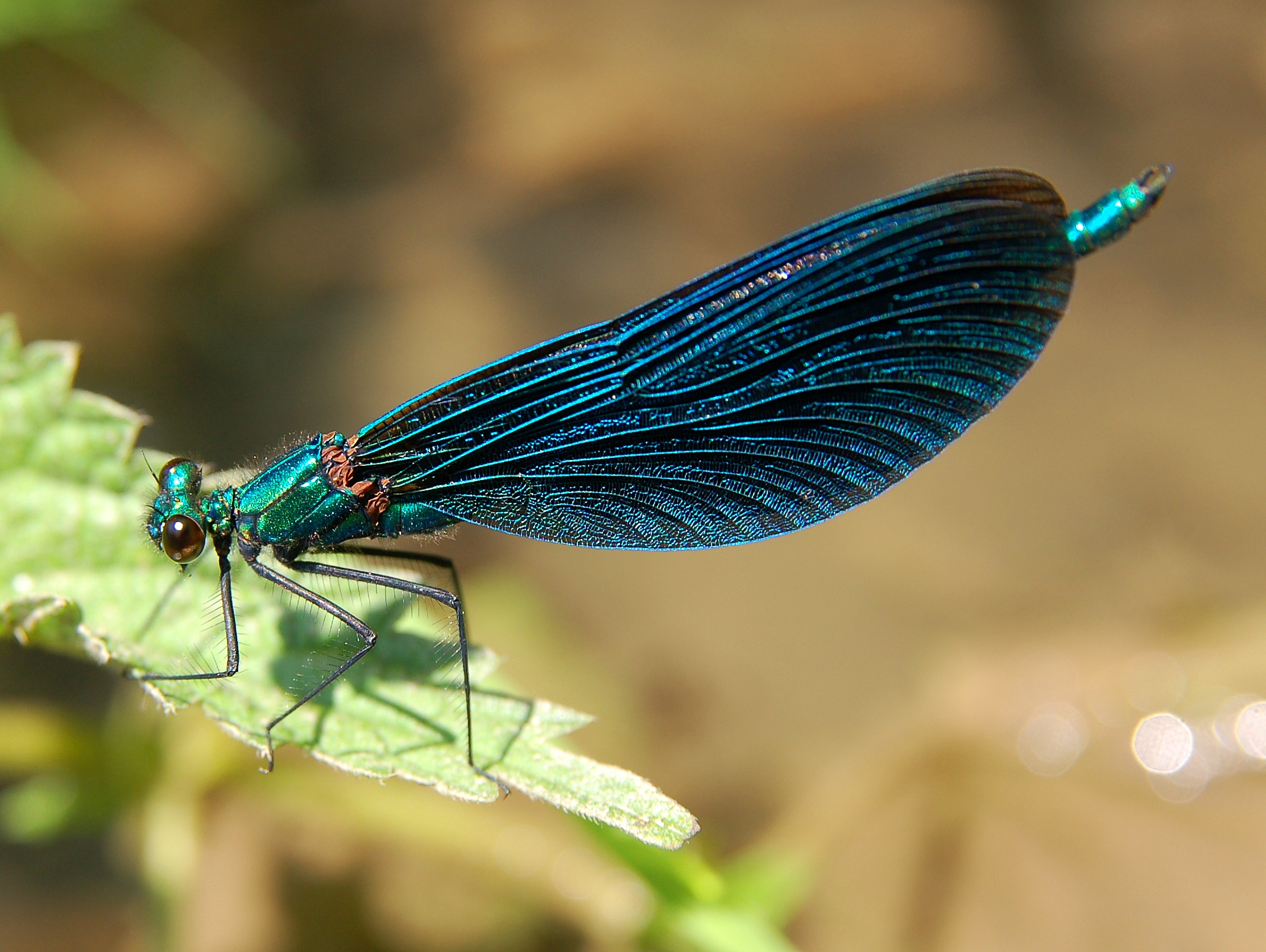
Blauflügel-Prachtlibelle

Der Glan wurde seit der Römerzeit intensiv genutzt. Vor allem zahlreiche Wassermühlen und Triebwerke (z. B. Hammerwerke) bedienten sich seiner Wasserkraft; zu diesem Zweck wurden Wehre errichtet und Kanäle gezogen. Obwohl die Ära der Mühlen längst zu Ende ist, blieben 93 Querbauwerke bestehen. Sie sind weiterhin als Hochwasserschutz notwendig, weil die Landwirtschaft im 20. Jahrhundert für Begradigungen des Gewässers gesorgt hat, die mit einer starken Abnahme von Überschwemmungsräumen einhergingen. Die Bestandsaufnahme des Landes Rheinland-Pfalz für die Europäische Wasserrahmenrichtlinie stuft deshalb den Glan als HMWB („Heavily Modified WaterBody“) ein, als „erheblich verändertes Gewässer“.
Um die Behinderungen der Fischwanderungen zu verringern, werden nun im Wege der Renaturierung vermehrt Wehre beseitigt oder zumindest durch Fischtreppen umgestaltet. Begradigungen werden rückgebaut und Uferstreifen an die Natur zurückgegeben. So bilden sich an den wieder durchflossenen Mäandern erneut Prall- und Gleithänge, und Steilufer mit Nistmöglichkeiten bewirken die Rückkehr des Eisvogels. Auch Prachtlibellen, insbesondere die Blauflügel-Prachtlibelle, werden wieder beobachtet.
Im Ortsteil Gumbsweiler von St. Julian hat der Bund für Umwelt und Naturschutz Deutschland (BUND) das alte Schrankenwärterhäuschen neben der Draisinenstrecke zu einem kleinen Naturschutzzentrum umgebaut, das zu besonderen Gelegenheiten der Öffentlichkeit zugänglich ist.

### Flora
In seinen Auen wachsen der Blutweiderich, Binsen, die Gelbe Iris,  Pestwurzen, die Schwanenblume, das Mädesüß, Wollgräser, die Sumpfdotterblume, das Sumpf-Vergissmeinnicht sowie verschiedene Schilfarten.

### Fauna
In den Gewässern des Glans kommen Rotaugen und -federn, Zander, Welse, Hechte, Döbel, Brassen, Barben, Karauschen, Schleien, Aale, Bachsaiblinge, Barsche, Bach- und Regenbogenforellen sowie Karpfenformen wie Spiegel-, Wild-, Schuppen-, Gras- und Lederkarpfen vor. Weitere Flussbewohner sind der Gründling, der Stichling, das Moderlieschen, der Bitterling, der Hasel, der Schneider, die Elritze und der Ukelei sowie der Kaul- und der Sonnenbarsch. Vereinzelt kommen der Aland, der Güster, die Nase, die Europäische Äsche, der Zobel und der Zwergwels vor. Auch Edelkrebse und Muscheln leben im Fluss.
Seine Ufer bewohnen die Wasseramsel, das Blässhuhn, der Graureiher, die Stockente und der Höckerschwan.
Im Unterlauf des Glans kommen die Grundwanze, Köcherfliegen und die Eintagsfliege vor.

## Geschichte

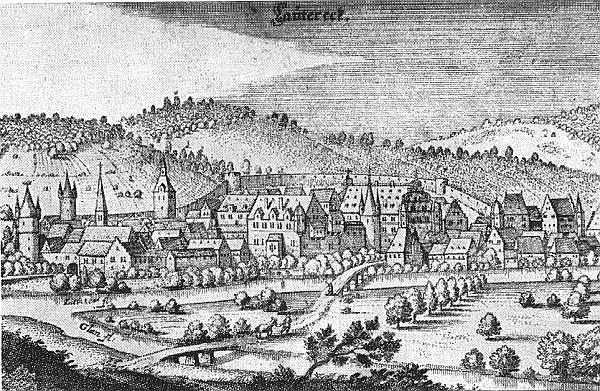
Lauterecken mit der Mündung der Lauter in den Glan (Stich von Matthäus Merian, 1645)

Entlang des Glans führte früher eine alte Handelsstraße von Südwesten her ins Nahetal, die in Bingen endete. Außerdem bildete der Glan im 1. Jahrtausend v. Chr. die südöstliche Grenze der Hunsrück-Eifel-Kultur; damals siedelten hier Kelten. Später hinterließen die Römer ihre Spuren.
Ab 1890 wurde die Glantalbahn als strategische Bahn errichtet, um Truppen an die Front mit einem möglichen Kriegsgegner Frankreich verlegen zu können. Die Strecke wurde seit den 1960er Jahren streckenweise stillgelegt und wird seit 1986 nur noch zwischen Glan-Münchweiler und Altenglan betrieben.
Von 1834 (im Bereich des Fürstentums Lichtenberg) bzw. von 1866 (im Bereich des Oberamts Meisenheim) bis 1945 verlief im Glanabschnitt Niederalben–Odernheim die Grenze zwischen der bayerischen Rheinpfalz und der preußischen Rheinprovinz. Weil nicht der Wasserlauf die Grenze bildete, sondern die Dorfgemarkungen maßgebend waren, wurde der Fluss mehrfach von der Grenze überquert, so dass die Dörfer abwechselnd zu Preußen bzw. Bayern gehörten. Mit der alten Landesgrenze identisch war noch bis zur Gebietsreform 1969 die Grenze zwischen den Kreisen Birkenfeld und Bad Kreuznach im Regierungsbezirk Koblenz einerseits und Kusel und Rockenhausen im Regierungsbezirk Pfalz andererseits; heute noch gilt sie für die pfälzische und die rheinische evangelische Landeskirche sowie für die katholischen Bistümer Speyer und Trier.

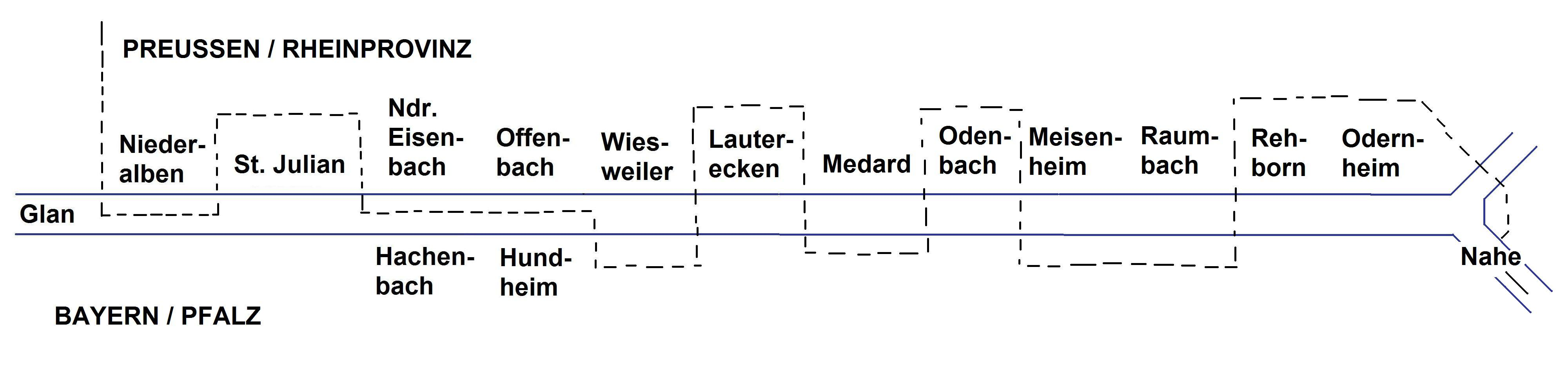
Historischer Grenzverlauf von 1866 bis 1945

## Wirtschaft und Infrastruktur

### Tourismus und Sehenswürdigkeiten
Touren
Der Glan kann streckenweise mit Kanus befahren werden, örtliche Vermieter bieten dazu Touren an. Entlang einer beträchtlichen Strecke des Flusses verläuft die alte, heute meist eingleisige Trasse der Glantalbahn; der Abschnitt von Altenglan bis Staudernheim ist für Draisinentouren freigegeben. Der Glan-Blies-Radweg begleitet den Glan von der Mündung bis zur Quelle und führt weiter in die Aue der Blies.
Wildpark
Oberhalb der Einmündung des Reichenbachs erhebt sich das Massiv des 562 m ü. NHN hohen Potzbergs mit Wildpark und Aussichtsturm.
Historische Altstadt
Sehenswert ist die historische Altstadt von Meisenheim mit zahlreichen denkmalgeschützten Bauten, darunter die Schlosskirche, die ehemalige Synagoge, das Rathaus und der Bahnhof, außerdem die Reste der Stadtmauer mit dem Bürgerturm.
Klosterruine
Auf der Anhöhe über dem Zusammenfluss von Nahe und Glan liegt die Ruine des Klosters Disibodenberg. Seine ältesten Gebäude wurden Anfang des 8. Jahrhunderts zu Ehren des Mönchs Disibod errichtet, der dort im Jahre 700 als Einsiedler gestorben war.

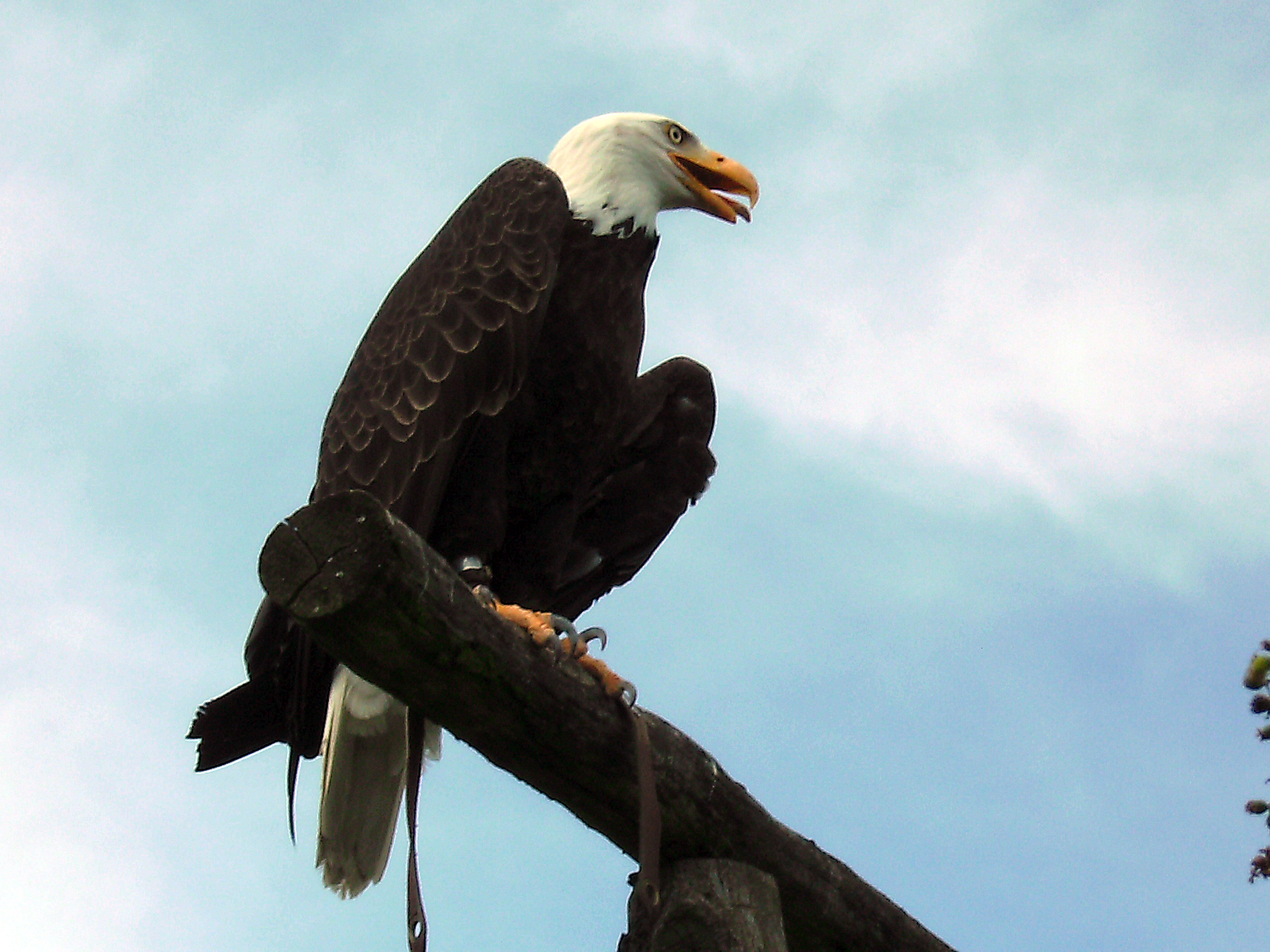
Weißkopfseeadler im Wildpark Potzberg
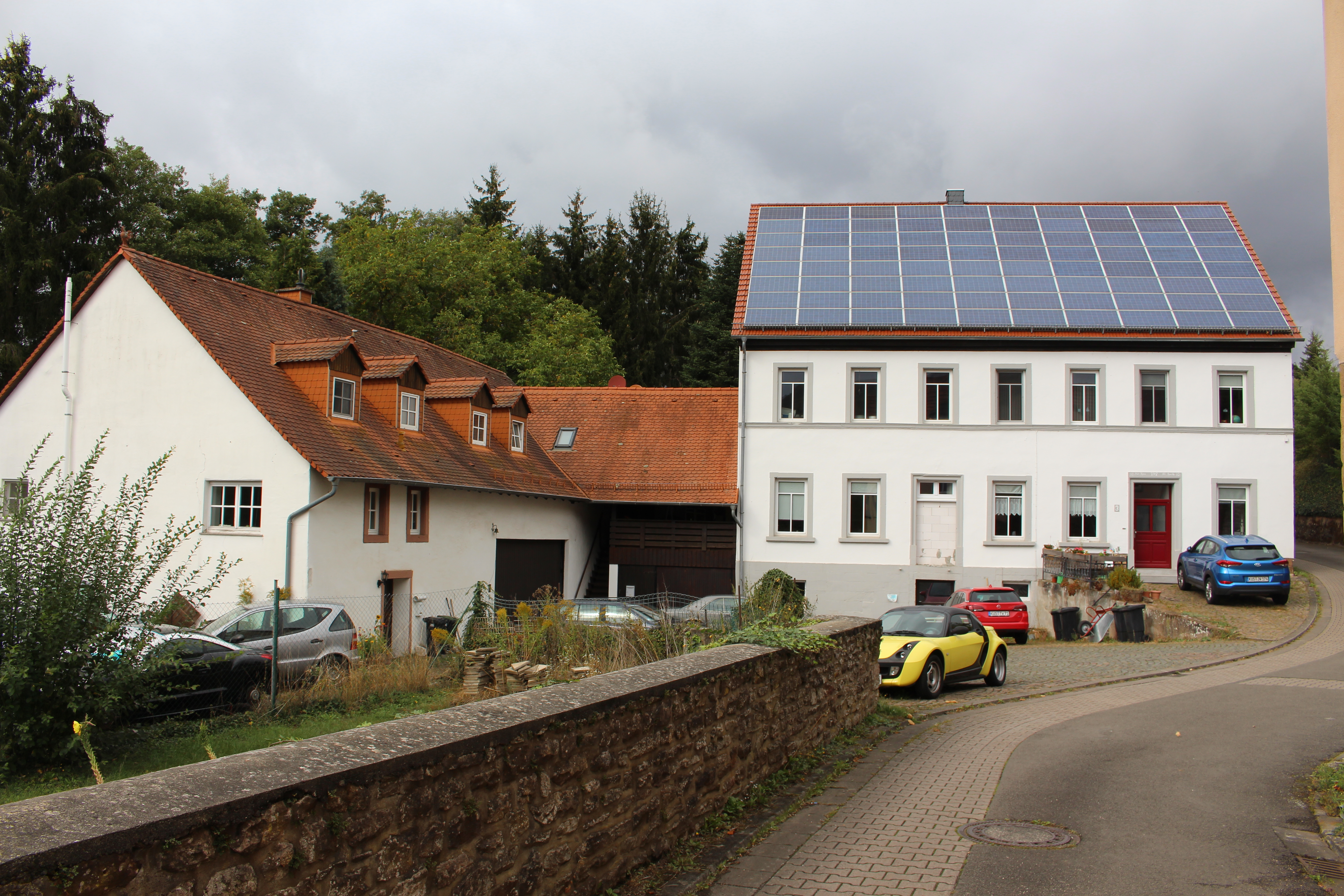
Denkmalzone Mühlbacher Mühle in Altenglan
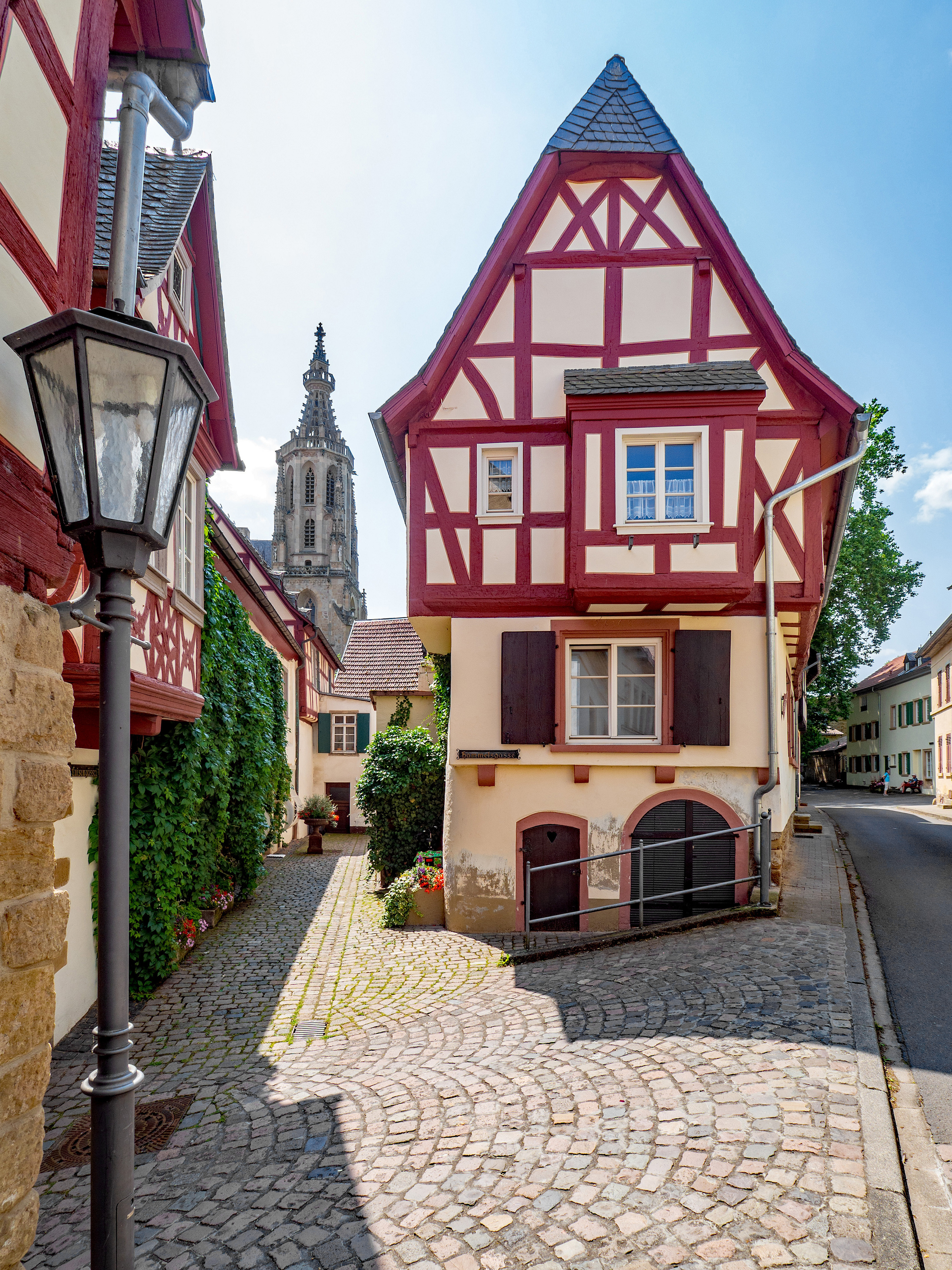
Altstadt von Meisenheim
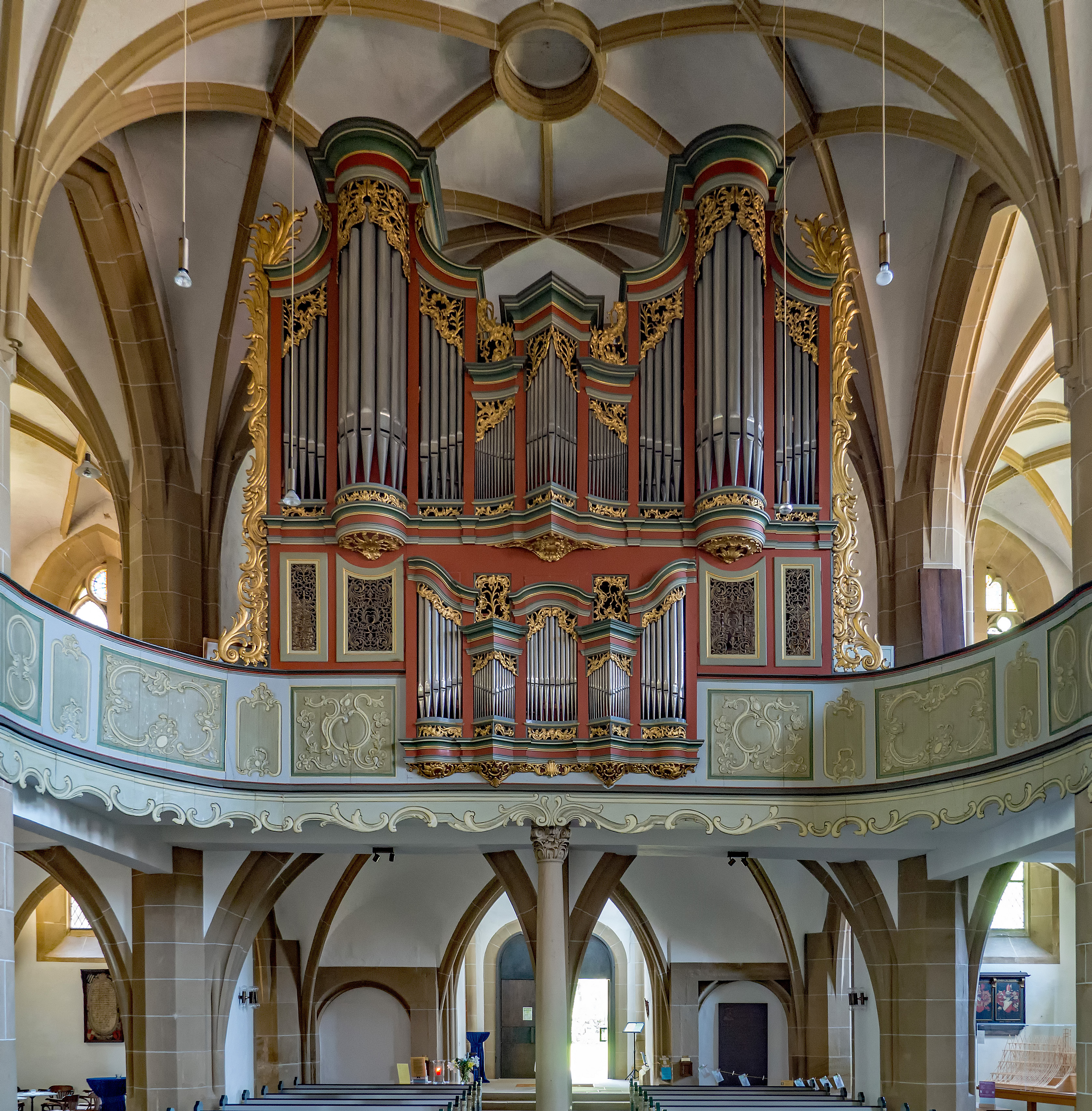
Orgel der Schlosskirche Meisenheim
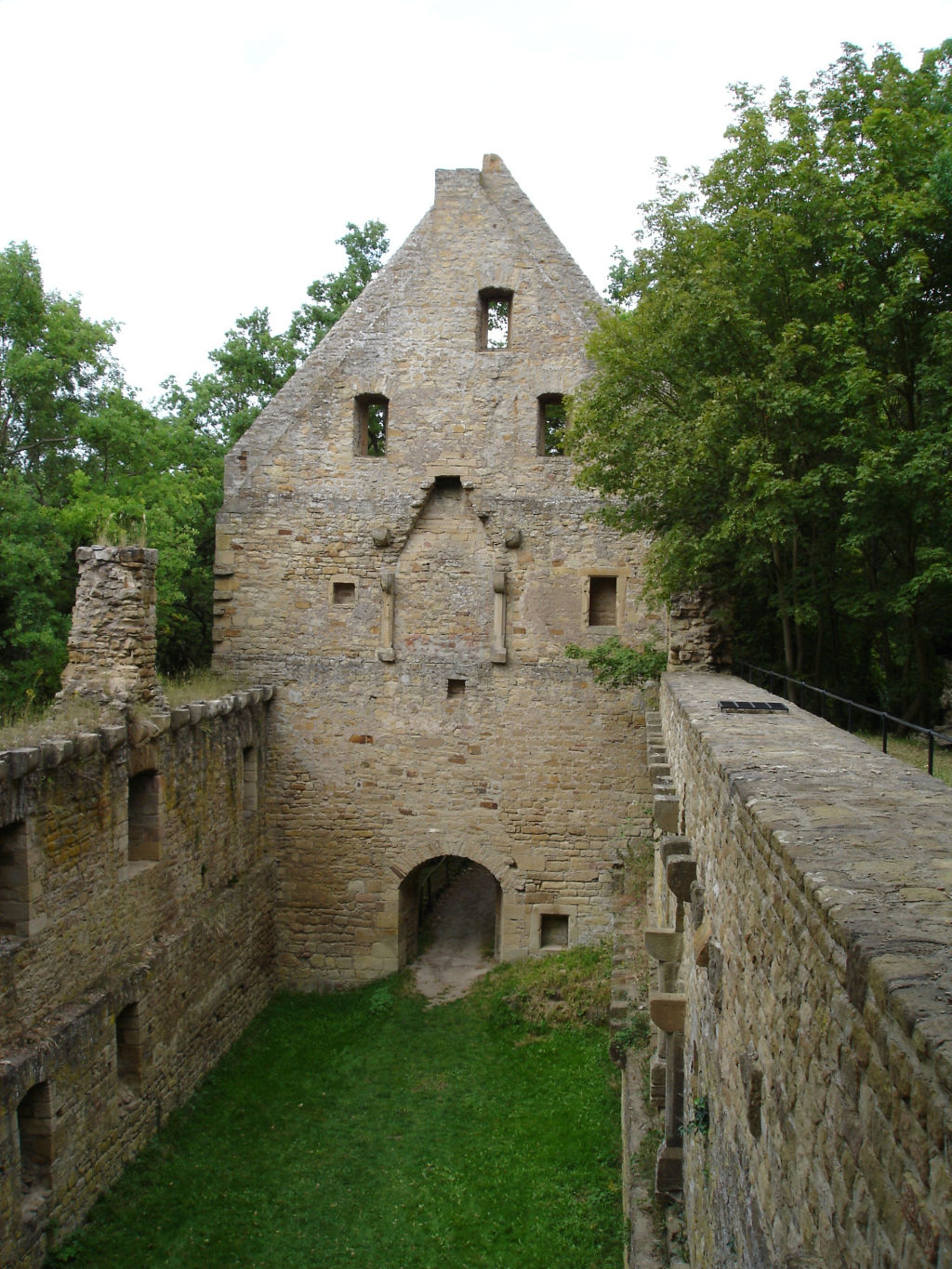
Kloster Disibodenberg
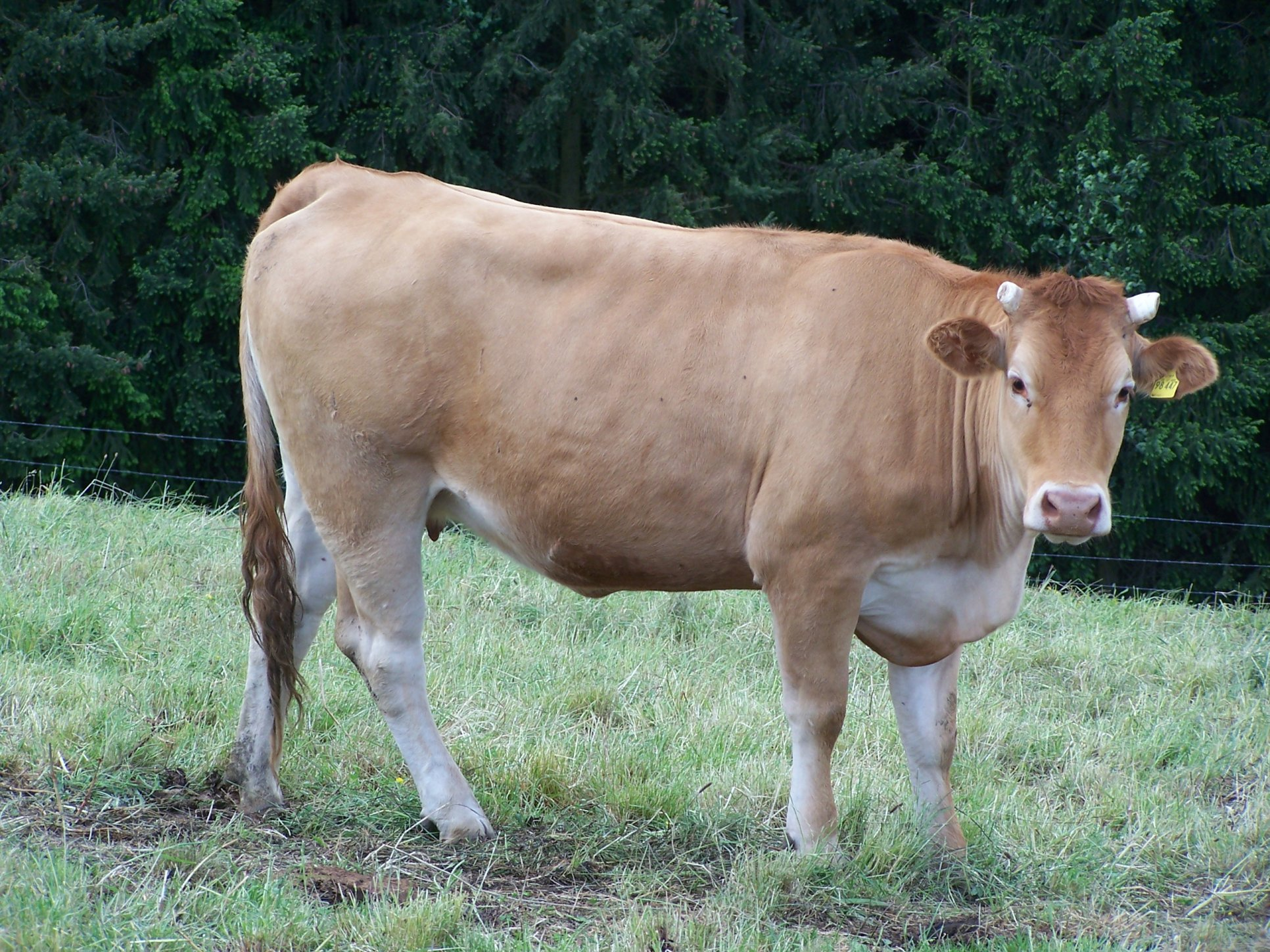
Glanrind auf der Weide bei Raumbach

### Landwirtschaft
Weinbau
Bis nach dem Zweiten Weltkrieg wurde in den Steillagen am mittleren und unteren Glan verbreitet Wein angebaut. 1925, als die Interessenvertretungen der Nahe- und der Glan-Winzer zum Winzerverband für Nahe und Glan fusionierten, gab es zwischen Offenbach-Hundheim und der Glanmündung etwa 400 – meist kleinere – Weinbaubetriebe. Heute sind noch zwei – größere – in Meisenheim bzw. Raumbach übriggeblieben; das Wappen von Raumbach enthält eine Traube als Weinbau-Symbol.
Die Weinlagen am Glan liegen zwar überwiegend auf pfälzischem Boden, gehören jedoch nicht zum Weinanbaugebiet Pfalz, sondern zum Anbaugebiet Nahe. Aus diesem Grund war es möglich, dass die Naheweinkönigin 2005/2006, Karina II. (Karina Krauß), aus Raumbach am Glan kam.
Rinderzucht
Im Gefolge der BSE-Problematik besinnt sich die Landwirtschaft wieder vermehrt auf die alte Rasse des Glanrinds, das einst gezüchtet wurde, um das Weideland am Fluss von Büschen und Bäumen freizuhalten. Die Rinder bleiben in der Regel das ganze Jahr über im Außenbereich.

### Verkehr
Der obere Glan fließt etwa 10 km weit parallel zur Autobahn 6 (Saarbrücken–Mannheim); von der A 62 (Landstuhl–Nonnweiler) wird der Fluss bei Glan-Münchweiler überquert. Ab diesem Ort verläuft rechts des Glans die Bundesstraße 423, die in Altenglan in die B 420 (St. Wendel–Bad Kreuznach) mündet. Diese begleitet den Glan – nun links des Laufs – bis nach Meisenheim. Unterwegs bei Lauterecken überkreuzt ihn noch die B 270, die von Kaiserslautern nach Idar-Oberstein führt.
Zwischen Glan-Münchweiler und Altenglan verläuft parallel zum Glan die Steinbahn von Landstuhl nach Kusel. 1904 bis 1961 war dieser Abschnitt Teil der Glantalbahn. Während der südliche Teil der Glantalbahn von Glan-Münchweiler nach Homburg heute Teil eines Radwegs ist, wurde nördlich von Altenglan ein Gleis erhalten, das heute für Eisenbahn-Draisinen genutzt wird.